# クレヨンしんちゃん 「オラと博士の夏休み」〜おわらない七日間の旅〜
『クレヨンしんちゃん 「オラと博士の夏休み」〜おわらない七日間の旅〜』（クレヨンしんちゃん オラとはかせのなつやすみ おわらないなのかかんのたび）は、ネオスより2021年7月15日に発売されたNintendo Switch用ソフト。通称・『オラ夏』。『クレヨンしんちゃん』のゲームソフトとしては初のNintendo Switch用向け完全新作タイトルとなる。
その後、2022年にMicrosoft Windows用（Steam）、2023年にはPlayStation 4版とMicrosoft Windows用（Epic Games）がそれぞれ発売された。

## 概要
ネオスの家庭用ゲーム参入第1弾ソフト。『クレヨンしんちゃん 最強家族カスカベキング うぃ〜』以来となる3Dグラフィックとなる。開発は『ぼくのなつやすみ』（以下、『ぼくなつ』）を手掛けたミレニアムキッチンで、同作のように自由に夏休みを過ごすゲームを『クレヨンしんちゃん』の世界観で遊ぶ内容となっており、恐竜などの非日常要素も含まれている。
ゲーム中の行動は基本的に何をしても自由となっており、虫取りや釣り、野菜を育てたり町の人々のおつかいをこなすといった達成要素が多数用意されている。一日は昼間と夜に分かれており、昼は一定時間が経過するとシロが迎えに来て晩御飯と風呂となり、夜の行動となる。
本作の一日の流れも「ぼくなつ」シリーズと同様に、夜に絵日記を書いて寝るとセーブ出来て翌日に移行し、朝の体操のあと、家族で一緒に朝ごはんを食べる時間が始まり、その日一日のヒントも提示される。これを繰り返して展開を進めていく。
続編として2024年2月22日に『クレヨンしんちゃん「炭の町のシロ」』が発売された。

## ストーリー
ひろしの出張に伴い、野原一家はみさえの実家である熊本県阿蘇の隣にあるアッソーの町に住むみさえの幼馴染の家に泊まることになった。熊本駅に到着した一家は、怪しい男から撮影したものが絵になるというカメラのモニターをしてもらえないかと声をかけられて承諾する。その後、一家はひのやま家で夏休みを過ごしていたところ、ある夜、カメラをくれた男が巨大な恐竜を連れて現れる。しんのすけは、その男・あくの博士が研究所で恐竜を呼び出す現場を目撃したことで、あくの博士に「夏休みの一週間」に閉じ込められ、終わらない七日間の旅を過ごすことになる。

## ゲームオリジナルキャラクター
ひのやま ヨヨコ
みさえの幼馴染。食堂を切り盛りしている。毎晩メロドラマを見るのが趣味。
ひのやま ララコ
ヨヨコの妹で中学生。古代の女王ヒヒコの絵に似ている。
ひのやま 守（ひのやま まもる）
ヨヨコとララコの父。小さな新聞社の社長兼編集長をしており「キャップ」の通称で呼ばれている。しんのすけを子ども新聞記者に任命する。
かずま
カザマくんそっくりの男の子。ひのやま家の隣家の青山家の子供で、本名は「青山一馬」。しんのすけとアッソー防衛隊を結成する。
キネ
ネネちゃんそっくりの女の子。かずまの双子で、名前は「きれいな音」を略したもの。
ブーちゃん
ボーちゃんそっくりの男の子。川で溺れていたところを恐竜に助けられる。
まさや
マサオくんそっくりの男の子。ロボットが好きで、自身もロボットと主張する。おにぎりと呼ばれることを嫌がる。
あくの博士
自称史上最怖のマッドサイエンティスト。タイムマシンを発明し、古代から恐竜を呼び寄せ人々を怖がらせようとしている。
恐竜を呼び出す現場を目撃したしんのすけを夏休みの一週間に閉じ込めてしまう。
黒髪 美子（くろかみ よしこ）
新聞社でアルバイトをしている女子大生。しんのすけが記事を書いて新聞社を大きくしたらデートすると約束する。
山田 モット（やまだ モット）
アッソーの食料品店「霧島ストア」の看板娘。18歳。
銀河 忍（ぎんが しのぶ）
霧島商店の隣にあるカレー専門店「忍法カレー」の店主。銀河流忍者の末裔を自称する。
青山 はた（あおやま はた）
かずまとキネの母親。機織りと染物を仕事にしている。夜には縁側で子供たちに読み聞かせを行っている。
青山 一郎（あおやま いちろう）
はたの夫で駅員をしている。ジロー、三郎は三つ子の弟たち。
青山 ジロー（あおやま ジロー）
三つ子の次男でカフェアンドバー「ダンシングジロ〜」を経営している。
青山 三郎（あおやま さぶろう）
三つ子の三男でひのやま食堂で働く好青年。旅行に行っていたが、恐竜騒動で戻ってくる。

## キャスト
- しんのすけ - 小林由美子
- みさえ - ならはしみき
- ひろし - 森川智之
- ひまわり - こおろぎさとみ
- シロ - 真柴摩利
- かずま - 真柴摩利[15]
- キネ - 林玉緒[15]
- ブーちゃん - 佐藤智恵[15]
- まさや - 一龍斎貞友[15]
- あくの博士 - 宮澤正[15]
- 黒髪美子 - 金子有希[15]
- ひのやまヨヨコ - 小原莉子[15]
- ひのやまララコ - 錦織めぐみ[15]
- 山田モット - 堀場美希[15]
- キャップ - 弦徳[15]
- 銀河忍 - 朝霧友陽[15]
- 青山一郎・ジロー・三郎 - 前内孝文[15]
- 青山はた・ナレーション - 元吉有希子[15]

## 主題歌
「まわる僕らと銀河系」
本作の主題歌で、綾部和が書いた詞に坂本英城が曲をつけ、齊藤さっこが編曲を施して歌っている。
齊藤は編曲中、ゲームの内容は教えてもらっておらず、坂本の課した制約を元に曲を読み解き、レコーディング後に初めて内容を伝えられたという。

## 制作

### 企画
企画自体は2018年から始まっており、幼児向けアプリ『クレヨンしんちゃん お手伝い大作戦』を手掛けたネオスがコンソール市場に進出し、人気キャラクターが活躍するゲームの企画を進めていたところ、ミレニアムキッチンが手掛けた『怪獣が出る金曜日』に着目した。日常と非日常が入り混じる世界観と『クレヨンしんちゃん』の相性の良さから、2019年にミレニアムキッチンへ企画が持ち込まれた。同社の代表である綾部和も承諾し、開発が進められた。綾部は引き受けた理由として、自身が元々『クレヨンしんちゃん』が好きであったことに加え、『クレヨンしんちゃん』と夏休みゲームの組み合わせに強い興味を抱いていたこと、さらに同作の世界観がSFやファンタジーなどと相性が良かったことを挙げている。

### タイトル
企画書の段階では、本作に「オラの夏休み」という仮題がつけられていたが、綾部自身は『ぼくなつ』そのものが自分たちの作品であるため、あたかもシリーズの一部として取られては困るとファミ通とのインタビューの中で話しており、当初は「夏休み」という単語さえ使うことにも抵抗があったとも述べている。そこで、別作品であることをアピールするために現在のタイトルに変更したが、タイトル公開早々ファンから「オラ夏」という呼称が広まった。綾部はこの出来事からファンの期待がそこにあると実感したとインタビューの中で振り返っており、今は「オラ夏」と呼ばれる分には問題ないと話している。

### 開発・スタッフィング
本作には、『怪獣が出る金曜日』の制作メンバーに加え、双葉社をはじめとする『クレしん』に携わる企業群が、ゲームの世界観やシナリオ、さらにはキャラクターのセッティングに至るまで監修に参加している。綾部によると、本作が『クレしん』のゲームとしては大規模なものだったらしいとされている。特に、テレビアニメ版の制作会社であるシンエイ動画はキャラクター造形に関する助言を提供している。『怪獣が出る金曜日』までは綾部がスクリプトまでを手掛けていたのに対し、本作の開発期間中は新型コロナウイルスの流行によって、全員が在宅勤務となったため、脚本や音響周りは綾部自身が直接ディレクションし、UIやイベントの構成などはディレクションを任せた後にチェックするという方式が取られた。この方法について、綾部は「でも、今回の方法だとバージョンが上がってくるまでよくわからない。意外性が出ていいなと思うところもあれば、「さすがにこれはまずいぞ」なんてこともありました。今までと違うやり方で作ったがゆえに担当者個人のこだわりや力が結果に反映されているかもしれません。」と、IGNとのインタビューの中で振り返っている。
本作は小学校低学年から『ぼくなつ』を遊んだことのある大人まで遊べるよう、時間の許す限り行動できるよう、自由度の高い作品として設計された。

### セッティング

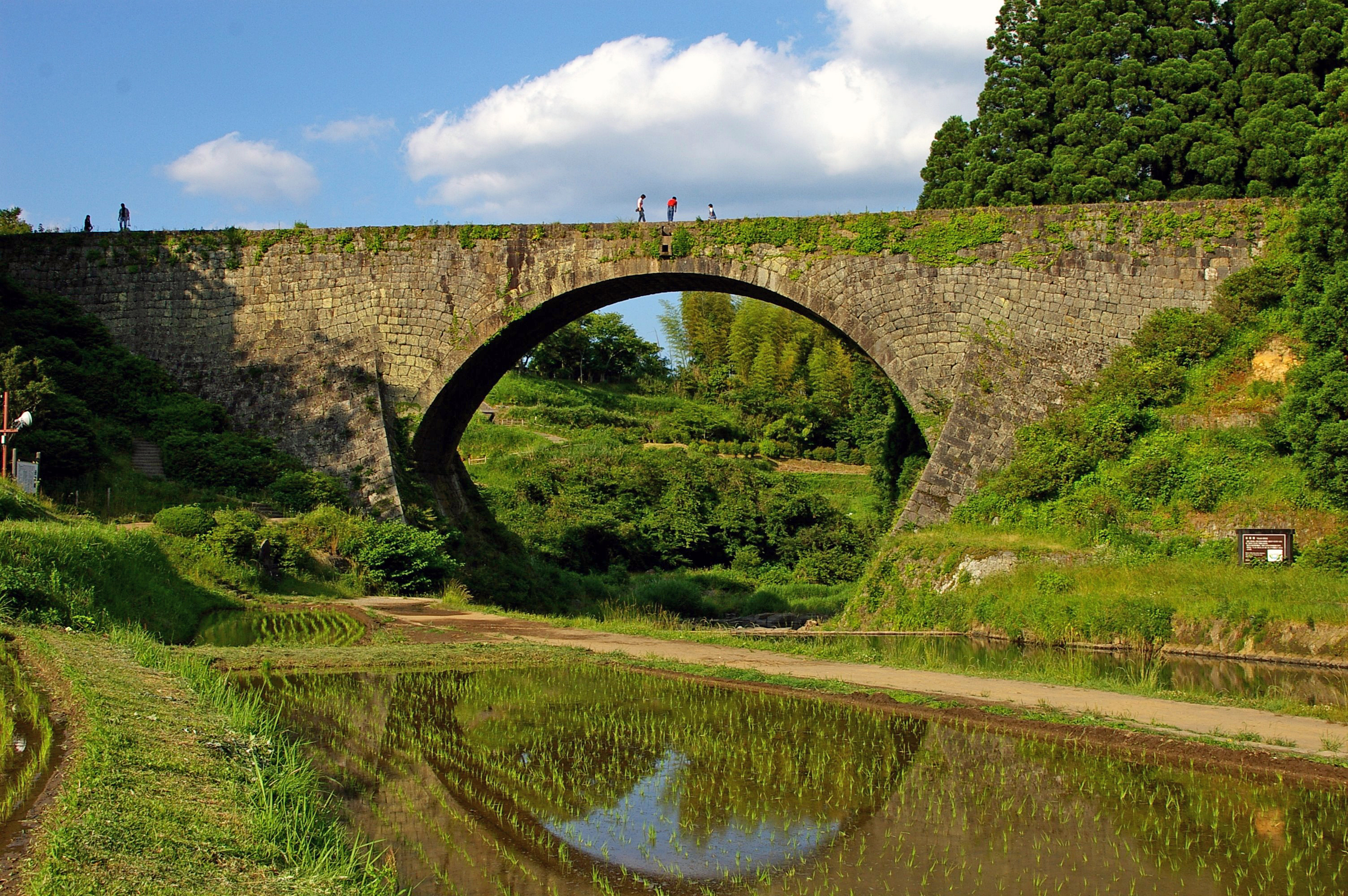
通潤橋はゲームに登場する「つんつん橋」のモデルとなっているほか、朝の体操の場面のもとになっている。

ネオス側は最初から従来の『ぼくなつ』のような作品で作ってほしいと考えていたのに対し、綾部本人は『ぼくなつ』の二番煎じを避けたいという考えから、非日常の要素を入れるなどの差別化を模索しており、その中には野原一家がスペースコロニーで夏休みを過ごすという案もあった。その後、綾部はみさえが熊本出身である点に着目する。ただし、みさえの実家は原作でもたびたび登場しており非日常の幅を広げられないことから、最終的には「みさえの幼馴染が住む別の町」という舞台設定が出来上がった。綾部は2019年の秋に1週間のロケーションハンティングを行っており、そのいくつかは本作の舞台のモデルとなっている。また、非日常の要素として恐竜が設定の中に取り入れられた。
綾部はファミ通とのインタビューの中で、「これまで手掛けたタイトルは、ストーリー上の必然性だったり、ゲームの中の遊びを成立させるために、キャラやいろいろな設定を一から作っていましたが、本作は『クレヨンしんちゃん』という原作があるので、そういう部分の自由度はあまりないんです。」と話しており、最初に苦労した部分の一つとして挙げている。
たとえば、主人公であるしんのすけは5歳という年齢故、本来であれば単独で川に行くべきではないが、大人がそのままついていくのではゲームとして面白くないという判断から、本作ではある大人の登場人物が物陰から見守っているという設定が用意された。その設定を反映させるために、画面内に竹筒を登場させるなどの演出が取られている。また、原作のしんのすけは生物を捕まえることはあっても飼育には興味がないため、「撮った写真が絵として出てくるカメラ」というアイテムを登場させ、絵日記の準備のためにカメラで撮影して逃がすという流れが作られた。これとは別に、お店の人の依頼で特定の魚を釣るというクエストも用意された。
加えて、『ぼくなつ』における主人公の「ぼく」はプレイヤーの分身という位置づけだったのに対し、本作におけるしんのすけはプレイヤーの分身ではないため、綾部は第三者による視点が必要だと考えた。そこで、綾部は母親や教師が子どもに読み聞かせるようなイメージで、女性のナレーションを用意した。
ゲームオリジナルキャラクターは開発チームによるラフ画をもとに、シンエイ動画がデザインを作成した。このうち、あくの博士のデザインはプロデューサーの長嶋朗が担当した。

### グラフィック
本作は夏休みの楽しさと『クレヨンしんちゃん』らしさが要となるため、グラフィックの制作に当たっては違和感を出さないようにするという方針が立てられた。
ゲーム中の3Dモデルはスターファクトリーが担当した。『クレヨンしんちゃん』のキャラクターはデフォルメされた2Dのキャラクターであることから、通常の3Dモデルではなく、キャラクターの角度によって異なるモデルに差し替えるという手法が取られた。綾部は、原作の子どもキャラクターの頭身が1.5頭身から2頭身と『ぼくなつ』よりも低いため、レイアウトを取るのに苦労したもののやりがいがあったとIGNとのインタビューの中で振り返っている。また、高フレームレートでは「しんのすけらしさ」が失われたため、リミテッド・アニメーションの手法を用いてあえてフレームレートを落とすなど多数の試行錯誤が行われた。なお、シェーダーは「URP Toon Shader」が採用された。
一方、背景は3Dで作成した後にカメラのレイアウトを指定したうえで、2Dに描き起こしたものが用いられた。画面やカメラのレイアウトは『ぼくなつ』や『怪獣が出る金曜日』と同様に綾部自身が担当しており、その理由として「制作規模の関係もありますが、1画面の中にどのような要素を盛り込むかという設計も同時に考える必要があるので、プランニングやゲームデザイン的なことがわかっていないとできないんです。」と説明している。当初、背景はテレビアニメ版のように単純なものにすると想定されていたが、アートチーム・コンボイが提出した背景が綾部の予想以上にリアルだったことに加え、スターファクトリーにエフェクトを得意とする者がいたことから、このような形に変更された。また、しんのすけの背丈に合わせるため、カメラアングルは『ぼくなつ』よりも低く設定された。

### 音楽
本作の音楽はノイジークロークが担当した。綾部は同社が過去に参加した『怪獣が出る金曜日』の環境音や効果音が素晴らしかったことを理由として挙げている。

## 発売
2021年2月18日に配信されたNintendo Directにて発表され、同年7月15日に発売された。
正式発売に先駆け、2021年6月26日と6月27日にはゲーム動画配信者向けの先行発表会も行われた。

## 評価
IGNの渡邉卓也は、本作について、3つの観点から10点満点で判定を下している。点数は右表のとおり。
| 観点                                       | 点数          |
| ------------------------------------------ | ------------- |
| 『クレヨンしんちゃん』の低年齢層向けゲーム | 8（GREAT）    |
| 「ぼくなつ」シリーズの精神的後継作         | 7（GOOD）     |
| 新たなアドベンチャーゲーム                 | 5（MEDIOCRE） |

渡邉は本作の魅力を認めつつも、企画の規模と実現できたことの差が大きくなってしまったとも感じていると述べている。
4Gamer.netの珠子は、「日本の夏らしさ」や『クレヨンしんちゃんらしさ』に加え、家族の温かさが描かれている点を評価している。
ファミ通の西川くんは、物足りなさを指摘しつつも、毎日様々なイベントが起きるため、濃密な夏休みの体験ができたと評価している。

## その他
2022年内にPC版の発売が決定し、SteamとEpic Games Storeで8か国語対応の仕様となることが発表された。
2023年1月26日にはPlaystation 4版が発売された。